# Whang-od
Maria Oggay [ˈɸɐŋˈʔɘd] conocida como Whang-od Oggay, (Tinglayan, Kalinga, Filipinas,17 de febrero de 1917) es una tatuadora filipina tradicional mambabatok. Se la describe como la última y más antigua mambabatok (tatuadora tradicional de Kalinga) y pertenece al pueblo butbut de la etnia kalinga.

## Biografía
Whang-od Oggay ha tatuado a cazadores de cabezas y mujeres del pueblo indígena de Butbut desde que tenía 15 años, aunque los guerreros Butbut que solían ganarse los tatuajes protegiendo aldeas o matando enemigos ya no existen.
Su padre, considerado un maestro tatuador en la región, le enseñó el arte tradicional de tatuar. Tradicionalmente, sólo los hombres con ascendencia tatuadora podían aprender este arte. Más adelante, los aprendices elegidos por Whang-od Oggay fueron sólo mujeres, rompiendo la tradición patrimonial por primera vez en la historia de Kalinga. A pesar de está ruptura de la tradición, su comunidad aceptó su decisión.
Ha hecho el batok, el tatuaje tradicional hecho a mano, a cazadores de cabezas masculinos que se ganaban los tatuajes protegiendo aldeas o matando enemigos. También tatúa a mujeres del pueblo butbut de Buscalan, Kalinga, principalmente con fines estéticos. Continúa practicando su arte tradicional con los turistas que visitan Buscalan, al norte de Manila un remoto lugar en la montaña al que tienen que llegar caminando entre bosques y campos de arroz.
Sólo se comunica en su lengua materna, el idioma kalinga, y en la lengua franca de la región septentrional, el ilocano, y no habla tagalo ni inglés.
Según la antropóloga filipina y profesora de la Universidad de Filipinas en Baguió Analyn Salvador-Amores, las otras tradiciones batok que incluyen el canto, la adivinación y la revelación de los significados simbólicos de los tatuajes pueden desaparecer con ella porque no se transfieren a sus sucesores. El canto y la adivinación sólo se realizan para el pueblo kalinga, nunca para personas ajenas a la etnia.

Por ello, Whang-od puede ser la última mambabatok de su aldea, a menos que los propios indígenas kalinga decidan formalmente hacerse tatuajes tradicionales como parte de su cultura moderna, y sus aprendices dominen las elaboradas y muy difíciles artes del canto del tatuaje antes de que ella fallezca.

Sus aprendices, todas mujeres, han continuado la tradición para ella y su pueblo, enseñando por ejemplo a su sobrina nieta Grace Palicas y a Ilyang Wigan, otra sucesora de su línea de sangre, para que continúen con el arte del tatuaje de su pueblo. Otros sucesores de su línea de sangre se han ido interesando poco a poco por las formas artísticas de su pueblo, entre ellos un niño de 12 años llamado Den Wigan. Sin embargo,sus sucesoras no han realizado los demás trabajos de un mambabatok, y sus propios tatuajes no son tan intrincados como los de Whang-od.
Algunos de sus clientes destacados son Rhian Ramos,Drew Arellano, Liza Diño e Ice Seguerra.
Whang-od Oggay se tatuó por primera vez cuando era adolescente con los diseños de una escalera y una pitón. El tatuaje de la pitón era especialmente importante en las historias sagradas de su pueblo. Según su religión indígena, el tatuaje de escamas de pitón se lo hicieron por primera vez a Lagkunawa, una hermosa noble del pueblo de Tinglayan, el pueblo natal de Whang-od. Fue un regalo del héroe-dios Banna, que se enamoró de la mortal. Desde entonces, el tatuaje se transmitió de generación en generación.
Fatok es el término que se utiliza para tatuar a las mujeres como muestra de belleza y riqueza. Cuando se tatúa el brazo de una mujer como los tatuajes de Whang-od, la familia de la mujer está obligada a pagar al tatuador un cochinillo o un haz de arroz cosechado, llamado localmente dalan. El término utilizado para el tatuaje de los guerreros Butbut masculinos en el pecho y los brazos se llama fi-ing. Whang-od solía practicar fi-ing hasta que el gobierno desalentó la caza de cabezas se practicó por última vez en 1972.

### Sus tatuajes
La técnica que emplea es conocida como batok, una antigua técnica que se remonta a hace mil años y es relativamente dolorosa en comparación con las técnicas convencionales. Utiliza diseños que se encuentran en la naturaleza y formas geométricas básicas. Cada uno de los diseños que crea contiene significados simbólicos específicos de la cultura mambabatok. Por ejemplo, el guerrero al regreso de la batalla que había matado a un enemigo recibía un tatuaje de águila. Algunos de los diseños son patrones de piel de serpiente, escaleras o números, la tinta que utiliza para sus tatuajes está compuesta por materiales autóctonos, normalmente una mezcla de carbón vegetal y agua con la golpea en la piel con un martillo y espinas de árboles frutales de pomelo o calamansí, una fruta de China y Filipinas. Según la tradición, sus habilidades como tatuadora sólo pueden heredarse por linaje. Whang-od cree que si alguien ajeno al linaje empieza a tatuar, los tatuajes se infectarán. La influencia de la modernidad hizo que los jóvenes de su aldea dejaran de interesarse por los trabajos de tatuaje de sus mayores durante décadas, hasta que un mayor aprecio por las costumbres indígenas en el siglo XXI allanó el camino para la conservación de esta forma de arte en Buscalan.
Sus primeros trabajos de tatuaje no le reportaron ningún ingreso, pero debido a la afluencia de turistas a su ciudad, en 2015 ganaba al menos 5.000 pesos al día por sus tatuajes. Acepta entre veinte y treinta clientes al día. En la actualidad solo realiza tatuajes sencillos debido a su avanzada edad.
Desde 2017 su tatuaje característico se compone de tres puntos, que la representan a ella y a sus dos aprendices, como una continuación de la forma de arte de la generación anterior a la siguiente. Además de tatuadora, Whang-od es una respetada anciana de la aldea y toca la flauta nasal. También realiza tareas agrícolas, como dar de comer a cerdos y gallinas y cultivar arroz.
El antropólogo estadounidense Lars Krutak visitó Kalinga en 2007 y documentó los trabajos de tatuaje de Whang-od. El episodio de la serie de 10 capítulos Tattoo Hunter de Krutak, emitido en Discovery Channel, se convirtió en el inicio de la presentación de la cultura Kalinga y Whang-od a una audiencia global.
En 2010, también apareció en i-Witness, un programa de televisión documental de GMA Network, que fue documentado por Kara David.
En 2017, Whang-od apareció en la serie Dayaw de la NCCA y el canal de noticias ABS-CBN, donde el expresidente de la NCCA Felipe De Leon Jr. y la senadora Loren Legarda presentaron sus contribuciones a la identidad y el patrimonio nacional del país.
La historia de su vida apareció en Wagas, una serie dramática de GMA News TV en 2017, donde Janine Gutierrez interpretó a Whang-od.

## Premios y reconocimientos
- En abril de 2023, Whang-od, de 106 años, apareció en la portada del número de belleza de Vogue Filipinas, lo que la convirtió en la persona de más edad en aparecer en la portada de Vogue.[32][33]
- En 2018 la Comisión Nacional para la Cultura y las Artes (NCCA) otorgó a Whang-od el prestigioso Premio Dangal ng Haraya en Tabuk, la capital de la provincia étnica de Kalinga de Whang-od.[34][35]

- En 2012 Whang-od estuvo presente durante la Dutdutan Tattoo Expo 2012 celebrada en Filipinas, donde tuvo su propio stand.[36] La imagen de Whang-od está incluida en una exposición del Museo Real de Ontario de Canadá. La exposición se titula Tatuajes: Ritual. Identidad. Obsesión. Arte y se mostró por primera vez el 2 de abril de 2016. Los expositores eligieron la fotografía entre varias fotos de otra exposición en el Musee Du Quai Branly de París.No supieron de la existencia de Whang-od hasta que un visitante se lo dijo.[37]
- En 2017 fue nominada para el Premio Nacional de los Tesoros Vivos (Gawad Manlilikha ng Bayan) durante el 66º evento Manila Fame el 21 de octubre de 2017 por el que Whang-od obtendría un medallón de oro, una asignación mensual de 14.000 pesos filipinos y una subvención inicial de 100.000 pesos filipinos.[38][39] El 28 de febrero de 2018, el Senado de Filipinas aprobó por unanimidad una resolución de apoyo y nominación de Whang-od para la GAMABA. El 12 de junio de 2018, la Comisión Nacional para la Cultura y las Artes anunció que el prestigioso Premio Dangal ng Haraya se entregará a Whang-od el 25 de junio en Tabuk, Kalinga, la capital de la provincia natal de Whang-od. El Comité del GAMABA (Premio Nacional de los Tesoros Vivos).[40]

- La senadora Nancy Binay declaró que el impacto de Whang-od en la cultura filipina ha ayudado a concienciar y mantener vivos y conocidos el conocimiento, la tradición y la cultura de los tatuajes Kalinga para las generaciones más jóvenes y las personas ajenas a la cultura filipina. La práctica de los tatuajes Kalinga estaba casi extinguida y debido a la condición de Whang-od como la última mambabatok de su generación, su papel en la concienciación sobre una forma de tatuaje tradicional y la formación de varios profesionales.[41]
- En septiembre de 2015 se inició una campaña de hashtag (#WangOdNationalArtist) que se compartió en las redes sociales unas 11.000 veces en casi un mes.[42] Algunos internautas hicieron campaña para que se le concediera el Premio Nacional de los Tesoros Vivos.[43] Además la entonces senadora Miriam Defensor Santiago instó a sus colegas del Senado filipino mediante una resolución a que Whang-od fuera nominada como uno de los Tesoros Vivos Nacionales (GAMABA o Gawad Manlilikha ng Bayan en tagalo), que tienen el mismo rango que los Artistas Nacionales.[44][45] Asimismo, su nombramiento como Artista Nacional o Tesoro Nacional Viviente fue respaldado por la senadora y embajadora ante las Naciones Unidas Loren Legarda mediante otra resolución del Senado.[46] El antiguo presidente de la Comisión Nacional para la Cultura y las Artes de Filipinas (NCCA), Felipe de Leon Jr., también expresó su apoyo a la candidatura de Whang-od y argumentó que el papel de un mambabatok es convertirse en el faro de unión y apoyo de la comunidad.[30] También añadió que ayuda a su comunidad tatuando a los turistas y que practica el arte tradicional de Kalinga como medio de vida, por lo que debería poder optar tanto al Premio al Tesoro Vivo Nacional como al Premio al Artista Nacional.[47][46]

### Reconocimiento como centenaria
- Según varias fuentes, Whang-od nació el 17 de febrero de 1917 y cumplió 100 años en 2017 lo que la hacía elegible para recibir beneficios del gobierno filipino según la Ley de Centenarios de 2016 o Ley de la República 1868.[48] Sin embargo, el gobierno y algunos grupos dudaron de su afirmación, ya que no ha presentado ningún documento válido para probar su fecha de nacimiento. En muchas zonas del interior de Filipinas, como Buscalan, no había registros de fechas de nacimiento en la época en la que se dice que nació Whang-od, debido a la imposibilidad de atravesar la zona en aquel momento, a que los registros de fechas de nacimiento en papel no formaban parte de la cultura de la comunidad en aquella época y a las tensiones étnicas del pasado que alimentaron las guerras tribales.[49] En junio de 2017, recibió un documento de identidad postal filipino que reconocía formalmente su fecha de nacimiento como 17 de febrero de 1917.